# 평동 (광주)
평동(平洞)은 광주광역시 광산구의 동이다.

## 연혁
- 1914년 4월 1일 나주군 평리면(坪里面)과 관동면(官洞面)을 병합해 평동면(平洞面)으로 개칭

| 조선총독부령 제111호                                                                          |               |
| 구 행정구역                                                                                   | 신 행정구역   |
| 평리면 옥동리(玉洞里), 용전리(龍田里)                                                         | 평동면 옥동리 |
| 관동면 미곡리(尾谷里)                                                                         | 평동면 옥동리 |
| 평리면 원두리(元斗里), 월정리(月丁里), 춘전리(春田里)                                         | 평동면 월전리 |
| 평리면 녹촌리(錄村里), 사장리(射長里), 월성리(月城里)                                         | 평동면 장록리 |
| 관동면 송록리(松錄里)                                                                         | 평동면 송촌리 |
| 평리면 신촌리(新村里)                                                                         | 평동면 송촌리 |
| 평리면 연계리(連溪里), 두산리(斗山里), 상정리(上丁里), 화전리(化田里), 금곡리(今谷里)         | 평동면 연산리 |
| 평리면 중방리(中方里), 지기노리(芝耆老里)                                                     | 평동면 지죽리 |
| 관동면 죽천리(竹川里)                                                                         | 평동면 지죽리 |
| 관동면 수각리(水閣里), 봉정리(鳳亭里), 평지리(平地里), 오동(五洞)                             | 평동면 지정리 |
| 관동면 용연리(龍淵里), 회룡리(回龍里)                                                         | 평동면 용동리 |
| 관동면 용두리(龍斗里), 사곡리(巳谷里), 발산리(鉢山里)                                         | 평동면 용곡리 |
| 관동면 명동(明洞), 화동(化洞)                                                                 | 평동면 명화리 |
| 관동면 내기리(內基里), 대덕리(大德里), 월곡리(月谷里), 동산촌(東山村), 연동(連洞), 학동(鶴洞) | 평동면 동산리 |
- 1949년 8월 14일 나주군에서 광산군으로 편입
- 1988년 1월 1일 광주직할시 광산구로 편입되어 평동출장소로 개칭
- 1998년 10월 15일 평동출장소에서 평동사무소로 명칭 변경
- 2007년 9월 2일 평동사무소에서 평동 주민센터로 명칭변경
- 2018년 7월 31일 평동 주민센터에서 평동 행정복지센터로 명칭변경

## 마을 유래
- 옥동
  - 평동의 중심부에 자리한 옥동은 나주목 평리면 지역이었다. 옥동, 옥연, 용반촌, 용전마을이 있었는데 용반촌, 용전은 평동산단에 편입되어 사라졌다. 옥동은 평동소재지로 관공서, 금융기관 등이 밀집되어 있고, 시가지에는 지역에서 명성 높은 음식점들이 성업 중이다. 고려시대 이곳에 사찰이 있었다고 전해지며 석탑 부재 일부가 마을회관 앞에 있다. 탑동, 옥밭거리라 불렸는데, 탑동은 탑이 있어 불렀던 이름이고 옥밭거리는 복룡현의 옥터가 있던 곳이라 하여 불린 이름이다. 탑은 옥개석만 쌓아둔 것으로 마을 가장자리에 있던 것을 마을회관 앞으로 옮겨 정월대보름 탑제를 지냈다. 옥연마을은 옥동 맞은편에 있는데 본마을, 미곡(尾谷), 사창(社倉)머리로 마을이 나눠져 있다. 사창머리는 정부양곡을 저장했던 터다. 옥연마을 주변에는 이 마을 외에도 새터, 참나무골, 용반촌, 용전 등의 마을이 있었으나 새터와 참나무골은 옥연에 통합되고 용반촌과 용전은 평동산단이 조성되며 없어졌다. 이 가운데 일부가 평동중학교 옆으로 이주해 신용동마을을 형성하고 있다. 용전마을은 울창한 노송이 우거진 동산이 있는 아름다운 마을이었다고 하며, 새터는 평동중학교 앞에 자리잡은 작은 마을이었다. 참나무골은 평동행정복지센터 맞은편에 있던 마을이다. 마을주민 김종주 집터에 큰 참나무가 있어 붙여진 이름이었지만 지금은 없다. 옥동은 1통, 옥연마을은 2통이다.
- 월전동
  - 1914년 나주군 평리면 월정리, 원두리, 춘전리 일부를 합해 나주군 평동면 월전리라 했다. 1949년 광산군이 되었으며 월전, 원두, 춘전마을이 있었다. 월전, 원두마을은 평동산단부지에 편입되어 사라졌고, 월전동 최남단에 위치한 춘전마을만 남아 있다. 월전(月田)마을은 월정(月亭), 두말이라고 불렸다. 월정리와 춘전을 합해 월전리가 되었다. 원두(元斗)마을은 속칭 원두말, 탑머리라 했다. 마을에 북두칠성처럼 일곱 봉우리로 된 칠봉산이 있었는데 모두 무너졌다는 설, 일곱 바위가 있어 마치 북두칠성 같았는데 그 중 으뜸가는 바위 근처에 마을이 형성되어 원두라고 불렀다는 설이 있다. 원두마을의 일부였다는 천하(天下)마을은 마을 뒤에 시내가 흘러 천하(川下)라는 설, 넓은 들판의 외로운 마을이라는 의미로 천하(天下)가 되었다는 설, 하늘 아래 가장 박토라 하여 천하(天河)라고 불렀다는 설이 있다. ‘춘전’은 봄철 보리수확으로 부촌이 되어 봄밭이라 하였고, 한자로 춘전이라 했다. 춘전마을은 갈대밭이 많아 띠밭등, 모전촌(茅田村)이라고 불렀다. 마을 주변의 넓은 농토에서 논농사를 주로 했으나 지금은 시설하우스를 통한 특용작물 재배가 늘고 있다. 평동산업단지 조성에 일부 농토가 편입되며 경작면적이 줄었다. 월전, 원두, 춘전은 3통이다.
- 장록동
  - 황룡강변 퇴적지대에 형성된 마을로 조선시대 장록과 송촌 사이에 장록원(長綠院)이 있었다. 조선 후기 나주목 평리면 지역에 속했다. 1914년 나주군 평리면, 관동면과 도림면 신촌 일부, 광주군 동각면 침산리, 기룡리 일부가 평동면으로 통합되며 평리면 장록촌, 건촌(建村), 송하(松下)리를 합해 평동면 장록리라 하였다. 장록마을은 녹촌, 삼정자(三亭子)마을이라고도 부른다. 김해 김씨, 인동 장씨, 장수 황씨 등 세 성씨가 들어와 마을을 형성했다는 의미다. 건촌(建村)마을은 새로 터를 잡아 마을을 세웠다 하여 붙은 이름으로 월성(月城)으로도 부른다. 송화촌(松和村)은 황룡강 사장변에 활터가 생기자 마을 이름을 사장(射場)이라고 고쳤다. 이곳엔 한때 5일 시장, 경마장이 있었고, 한국전쟁 직후 육군 항공간이비행장이 있었다. 장록마을은 4통인데, KTX 투자선도지구에 포함되어 앞으로 사라질 예정이다.
- 송촌동
  - 장록동 북쪽에 위치한 마을로 1914년 나주군 평리면 송록리(松錄)와 신촌(新村)을 합하며 평동면 송촌리라고 했다. 1916년 자료에는 송록리와 신촌, 1959년 자료에는 원등(院嶝)과 신촌(新村), 1980년대 구지에는 원등(元嶝, 元燈, 院嶝), 중촌(中村), 신촌, 가장 최근의 구사에는 송촌, 신촌, 중촌 마을이 기록되어 있다. 송촌동의 본 마을이 원등이었는데, 현재 송촌마을이다. 황룡강을 지나는 배나 정착하는 배를 위해 밝은 불을 켜는 곳(元燈)이라는 의미였다고 한다. 신촌마을은 1900년 대홍수를 피해 새로 생성된 마을로 새터라고 불렀다. 중촌마을은 1945년 홍수 때 원등과 장록에 살던 주민이 옮겨와 살며 마을이 형성되었으며 원등과 신촌 사이에 있다 하여 중촌으로 이름지었다. 송촌, 신촌, 중촌마을은 5통이다.
- 지죽동
  - 조선시대 나주목 평리면에 속했으며 1914년 평리면 중방(中方), 지로(芝老), 영동(永洞)과 관동면 죽천(竹川)을 합해 평동면 지죽리가 되었다. 지로, 매화, 영천마을이 있는데 지로마을은 지죽동에서 가장 큰 마을이자 본 마을이다. 조선 선조 때 우의정을 지낸 오겸(吳謙)이 기로소에 든 후 낙향해 살았던 마을이라 하여 기로촌(耆老村)이라 하였는데 이후 지로(芝老)로 바뀌었다. 매화마을은 매화와 중방 두 개의 마을로 나누어져 있다. 마을에 큰말무덤이 있어 ‘말무덤구렁이’라고 부르다 매화마을로 바뀌었고, 중방마을은 중뱅이라 불렀다. 옹기굽는 가마가 있었다 하여 ‘점등’이라고도 했다. 영천마을은 새터로 불리던 영동과 죽천마을을 합쳐 붙은 지명이다. 영동은 홍수를 피해 중산간지대에 자리 잡은 마을로 뒷산을 ‘수로뫼산’, ‘술멩산’이라 했다. 죽천제를 막으며 농사짓기 좋은 마을이 되었다. 죽천마을은 1700년대 광산김씨가 죽전(竹田)을 조성하며 죽천이라 부르게 되었다. 마을 앞에 ‘뒷굴들’이 있었는데 환곡을 저장하는 사창이 있었다고 한다. 지로, 매화마을은 6통, 영천마을은 7통이다.
- 용동
  - 삼한시대 군장사회의 치소가 있었던 마을로 백제부터 조선 중기까지 복룡현 치소가 있었던 마을로 알려져 있다. 본래 마을 앞 넓은 들판에 마을이 있었으나 괴질이 돌아 마을을 불태워 폐촌하고 현 위치에 자리 잡았다고 전해진다. 조선시대 나주목 관동면 지역으로 1914년 관동면 회룡리와 용연리를 합해 용동리가 되었다. 복룡산 아래 자리 잡은 용동에는 복룡, 관동, 회룡마을이 있었으나 복룡은 1970년대 폐촌되고 관동과 회룡이 합쳐져 용동이라 불렀다. 평동산업단지를 조성하며 신용동마을이 새로 생겼다. 관동마을은 속칭 관골, 용연으로 복룡형 관아가 있었다고 알려진 곳이다. 회룡은 마을 남쪽 들판에서 옥을 캐냈다고 한다. 신용동은 평동산업단지 조성으로 없어진 용반촌과 용전마을에 거주했던 사람들이 이주한 마을로 평동중학교 인근에 있다. 8통이 용동마을이다.
- 용곡동
  - 용곡동은 조선시대 한양과 나주목을 오갈 때 거쳐야 했던 길목으로 용머리와 오목내에 주막이 있었다고 한다. 조선 후기 나주목 관동면 지역으로 도촌(道村), 기곡촌(箕谷村)이 있었으며 1914년 용두리(龍斗里), 기곡리(己谷里), 발산리(鉢山里)를 합쳐 용곡리라 하였다. 용두의 용, 기곡의 곡자를 따서 이름지었다. 용곡동과 용동 주변은 고려 태조 왕건의 군사와 후백제 견훤의 군사들의 접전지로 알려져 있는데 그 흔적은 사장이었다는 사창들, 진지를 만들고 견훤군과 대치하던 진허리방천, 많은 군사들의 시체가 널려있던 느릇들, 견훤군대가 패했다는 함적굴 등의 지명에 남아 있다. 용곡, 기곡, 용강, 발산마을이 있는데, 용곡마을은 낮은 구릉을 따라 화살모양으로 민가가 조성되어 동쪽 끝을 남산, 서쪽 끝을 용머리라 부른다. 기곡마을은 마을 뒷산이 키(箕) 형국이라 치실로도 불렸다고 하는데 일제강점기 자료에는 기곡(己谷)으로 표기되어 있다. 용강마을은 김해 김씨 시중공파 김천해가 정착해 살던 곳으로 그의 아들 중 장남이 세종 대 무신 김수연이다. 김수연의 아호가 용강(龍崗)인 것으로 미루어 연관성을 추정할 수 있다. 발산마을은 일명 바래미로 불렸다. 9통이 용곡, 10통이 기곡, 용강, 발산마을이다.
- 지정동
  - 지정동은 조선 후기 나주목 관동면 지역으로 1914년 관동면 수각리(水閣), 평지리(平池), 봉정리(鳳亭), 오동(五洞)을 합쳐 평동면 지정리라고 했다. 복룡산 아래 위치해 논보다 밭이 차지하는 비중이 높으며 1990년대까지 수박과 무를 많이 재배해 한때 ‘수박골’이라는 지명이 생길 정도였다. 봉정, 오동촌, 평지마을이 있다. 봉정마을은 봉황이 앉아 있는 모습이라 하여 붙여진 이름이다. 오동촌은 오동치라고도 하는데 마을 북쪽에 오동나무 숲이 있어 붙은 이름이다. 과거 오동(五洞)이라고 했으나 현재는 오동(梧洞)으로 한자가 바뀌었다. 과거에는 희여치 아래 깊숙한 곳에 마을이 있었으나 한국전쟁 후 현재 자리로 옮겼다고 하며 주민 대부분이 이주해 현재 남아있는 가구 수가 적다. 평지마을은 수원이 풍부한 곳으로 지형이 평사낙안(平沙落雁) 형국이라 하여 평지라는 설, 평평한 뜰에 큰 못이 있다 하여 평지라 부른다는 설이 있다. 평동저수지와 평지제가 마을 인근에 있다. 11통이 봉정, 오동촌, 12통이 평지마을이다.
- 명화동
  - 명화동은 조선 후기 나주목 관동면 지역으로 1914년 명동, 화동을 합해 평동면 명화리라 하였다. 1927년 평동저수지 축조로 저수지 안에 위치했던 오목네라는 마을이 수몰되고 주민들은 천하마을로 이주했다. 때문에 평동저수지를 오목네방죽이라고도 부른다. 화동(신동산), 골매(꽃매, 화산), 명동(구동산), 서동마을이 있다. 명화마을은 화동마을과 골매마을이 합쳐진 마을로 목화꽃이 많이 피어 명화라 했다. 전주 이씨 이충열이 목화 종자를 가지고 화동마을에 들어와 재배를 장려하고 방직법을 가르쳤다고 한다. 화동마을은 명화동에서 가장 규모가 큰 마을이다. 골매마을은 명화동 일대 번화가가 위치한 곳이다. 명동은 명당자리라 하여 붙은 이름으로 웃골매라고 부르기도 한다. 서동은 일명 서깟굴이라 한다. 명동과 서동마을을 구분하고 있지만, 1959년 기록에는 명동의 다른 이름이 서동이라고 명시하고 있다. 화동의 서쪽에 있어 서동이라고도 하나 명동이라고 많이 부른다는 설명을 부연했다. 13통이 명화마을이다.
- 동산동
  - 조선 후기 나주목 관동면 지역이다. 1914년 관동면 내기리, 동산리, 연동과 도림면 신촌 일부를 합해 평동면 동산리라 했다. 동산, 월곡, 대덕, 학연마을이 있는데 과거 임씨촌, 나씨촌이 있었다고 하나 지금은 흔적을 찾아볼 수 없다. 동산마을은 골매라고도 불렀는데 1530년경 천안 전씨 전팽세가 옥과에서 유배생활을 끝내고 이곳에 정착하며 천안전씨 집성촌이 되었다. 동학농민혁명 당시 호남지역 동학군을 이끌고 우금치 전투에 참여했던 전경선(전유창), 전유원 형제의 고향이다. 월곡은 배암골이라 했는데, 전학서가 동산에서 옮겨오며 마을이 형성되었다. 대덕은 일명 큰덕리, 큰덕개로 부르는데, 마을에서 덕인이 많이 나와 붙여진 이름이다. 학연마을은 학동과 연동이 합쳐진 마을이다. 학동은 마을 뒷산에 학이 많이 서식한다 하여 붙은 이름이다. 이웃에 있던 진등까지 합쳐 학동이라 하였으나 경지정리로 진등은 폐촌되었다. 진등에 주막이 있어 사람들이 모이며 마을 규모가 커졌다. 조선시대 보부상들이 영광에서 남평으로 가면서 하루 머물던 길목이었다. ‘진등’이라는 단어는 ‘짊어진다’는 의미다. 연동은 연못에 연이 많다 하여 붙여진 이름이었다. 14통이 동산, 15통이 월곡, 대덕, 학연마을이다.
- 연산동
  - 조선 후기 나주목 평리면 지역으로 1914년 평리면 평산리(平山), 연계리(連溪), 두산리(斗山)와 동각면 침산, 기룡리 일부를 합해 평동면 연산리라 했다. 연산동은 평동산업단지, 골프장, 교차로 등이 위치해 있다. 화전마을은 몇 개의 작은 마을들로 이루어져 있는데, 이웃한 황산마을까지 합쳐 화전마을이라 했으나 경지정리로 황산마을은 폐촌되었다. 평산이라고도 한다. 금곡마을은 마을이 가야금 형국이라 하여 개금매, 개금이라고 불렀다는 설, 옛날 계곡에 정자가 있었는데 선비들이 놀러와 거문고를 타고 놀던 곳이라 금곡이라 불렀다는 설이 있다. 광복 후 낙농 시범마을로 선정되어 젖소를 기르는 농가가 많았다. 연계마을은 마을 어귀에 아홉 개의 못이 있어 구연(九淵), 굴밑이라 불렀다. 두산마을은 가마솥 형상이라 하여 아랫솔매, 텃밭등이라고도 부른다. 조선시대 하정산촌(下鼎山村), 하정이다. 산정은 마을 뒤에 활쏘는 사정이 있었다 하여 붙은 이름이다. 일명 ‘웃솔매’라고 하며 서낭산골시암이 유명했다. 연산동은 화전, 금곡, 연계마을을 합친 금연마을을 16통, 두산, 산정마을을 합한 두산마을을 17통으로 구분하고 있다.

## 주요 시설
- 평동 행정복지센터
- 평동우체국
- 평동파출소
- 평동농협
- 광주광역시 농업기술센터
- 광주교통공사 옥동차량사업소
- 에콜리안 광산CC

## 교통
- 평동역
- 서광산 나들목

## 교육
- 평동초등학교
- 평동중학교